# 禪學

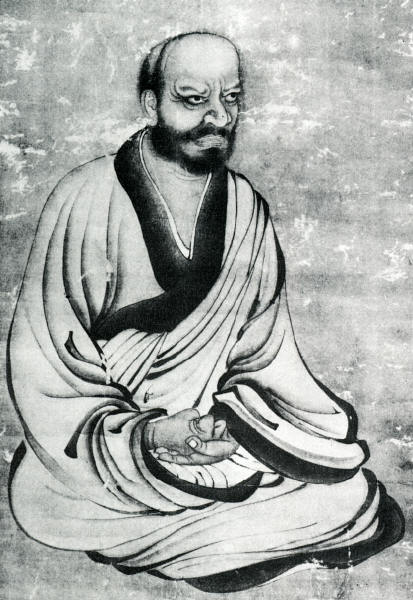
曾我蛇足所繪臨濟義玄畫像。

禪學，指禪宗明心見性之學。禪即禪那的簡稱，為六波羅蜜之一。禪宗視禪那為定、慧的通稱，修悟佛性的方法。

## 定義

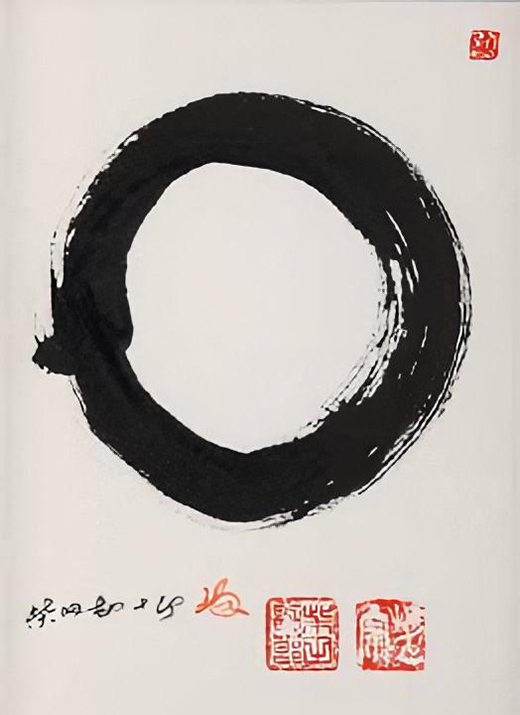
由柴田勘十郎畫的圓相

禅那，意譯静慮、思惟修，指於一所緣境繫念寂靜，正審思察，專指色界四禪。佛陀及其弟子多以四禪力證入涅槃。禪的主要形式是禪坐，俗稱為“打坐”，門徑為入出息念和不淨觀（又稱二甘露道），進而修行四念處。
禪宗認為參禪不只是打坐，行住坐臥皆可修心參禪（阿含經和天台止觀亦說此），最要者是心契佛性。又，禪宗指經論所說禪那，為如來禪。而以菩提達磨所傳心印為祖師禪。此區別或起自仰山慧寂。據傳燈錄（仰山章）曰：「師問香嚴：師弟近日見處如何？嚴曰：某甲卒說不得，乃有偈曰：去年貧未是貧，今年貧始是貧；去年貧無卓錐之地，今年貧錐也無。師曰：汝只得如來禪。未得祖師禪。」
亦有人認為如來禪外實無祖師禪。《從容錄》第三十六則︰「和尚近日尊位如何﹖是他不說如來禪、祖師禪，只道箇日面佛、月面佛。」道元曾斥︰「如來禪、祖師禪，往古不傳今妄傳。迷執虛名何百歲，可憐末世劣因緣。」，又說：「被十二時使，許會祖師禪。老僧使得十二時許，許老僧會如來禪，這箇是超佛越祖底道理。」

## 類型

### 楞伽經四種禪
- 愚夫所行禪（bālopacārika-dhyāna）：知「人無我」，見自、他身，皆是無常、苦、不淨相。如是觀察，漸次增勝至無想滅盡定。
- 觀察義禪（artha-pravicaya-dhyāna）：知自、共相人無我，亦離外道自、他俱作，於「法無我」諸地相義，隨順觀察。
- 攀緣真如禪（tathatālambana-dhayāna）：謂若分別無我有人、法二種，是虛妄念，若如實知彼念不起。
- 如來禪（tathāgata-dhyāna）：入佛地住自證聖智（pratyātmârya-jñāna）三種樂，為諸眾生作不思議事。

### 宗風
- 公案：禪宗把禪師之間或與弟子對話間的機鋒、棒喝等應對言行記錄下來，用作參禪悟道、鑑別是非、衡量迷悟的準則，即是禪門公案。公案開始於唐代而興盛於宋朝。其應用形式可分為：
  - 拈古：用散文拈舉古則（拈起古德先賢所示語句），以點化參禪學人。又稱拈提、拈則。
  - 頌古：用偈頌吟詠古則，發明其意。源自宋朝天禧年間（1017～1021）臨濟宗汾陽善昭，而大顯於雲門宗雪竇重顯。
  - 代別：為弟子、大眾等開示宗要時，於公案語意未盡處，代為揭示闡明。
  - 評唱：為圜悟克勤所創，在「公案」和「頌古」之後 ，予以解說品評。如《碧巖錄》、《從容錄（英语：Book of Equanimity）》、《無門關》皆附有評唱。
- 默照禪：又稱“只管打坐”。曹洞宗宏智正覺所倡禪風。以坐空塵慮，默然靜照，兀兀坐定，唯以無所得、無所悟坐禪。
- 話頭禪：又稱“看話頭”。臨濟宗楊岐派大慧宗杲所倡禪風。就古人公案，專門參看一則話頭起疑情，以杜塞思量分別，摧破情識。

## 禪宗與道家
托马斯·默顿認為唐代的禅师才是真正继承了庄子思想影响的人。《道德经》的第一、二两章便说出了禅的形而上基础。禅宗强调内心的自证，和庄子的“坐忘”、“心齋”和“朝徹”等是一致的。

## 研究書目
- 吳汝鈞：《遊戲三昧：禪的實踐與終極關懐》（臺灣學生書局，1993）。
- 柳田聖山著，吳汝鈞譯：《中國禪思想史》（臺灣商務印書館，1992）。
- 忽滑谷快天著，朱謙之譯：《中國禪學思想史》（上海古籍出版社，1994）。
- 顾明栋：〈“离形去知，同于大通”的宇宙无意识——禅宗及禅悟的本质新解 （页面存档备份，存于）〉，山东大学《文史哲》2016年第3期（總第354期）。